# Юрковка (Уманский район)
Юрко́вка (укр. Юрківка) — село в Уманском районе Черкасской области Украины.
Почтовый индекс — 20372. Телефонный код — 4744.

## Население
Население по переписи 2001 года составляло 966 человек.

### Языковой состав
Родной язык населения по данным переписи 2001 года:
| Язык       | Численность, чел. | Доля     |
| ---------- | ----------------- | -------- |
| Украинский | 958               | 99,17 %  |
| Другое     | 8                 | 0,83 %   |
| Итого      | 966               | 100,00 % |

## Местный совет
20372, Черкасская обл., Уманский р-н, с. Юрковка, ул. Октябрьская